# Kenichi Shimokawa
Kenichi Shimokawa (Gifu, 14. svibnja 1970.) japanski je nogometaš.

## Klupska karijera
Igrao je za JEF United Ichihara i Yokohama F. Marinos.

## Reprezentativna karijera
Za japansku reprezentaciju igrao je od 1995. do 1997. godine. Odigrao je 9 utakmice.
S japanskom reprezentacijom Kenichi Shimokawa je igrao na Azijskom kupu 1996.

## Statistika
| Japan  | Japan | Japan |
| Godina | Nast. | Gol.  |
| ------ | ----- | ----- |
| 1995.  | 1     | 0     |
| 1996.  | 7     | 0     |
| 1997.  | 1     | 0     |
| Ukupno | 9     | 0     |

## Vanjske poveznice
- National Football Teams
- Japan National Football Team Database